# Kaspar Vogt

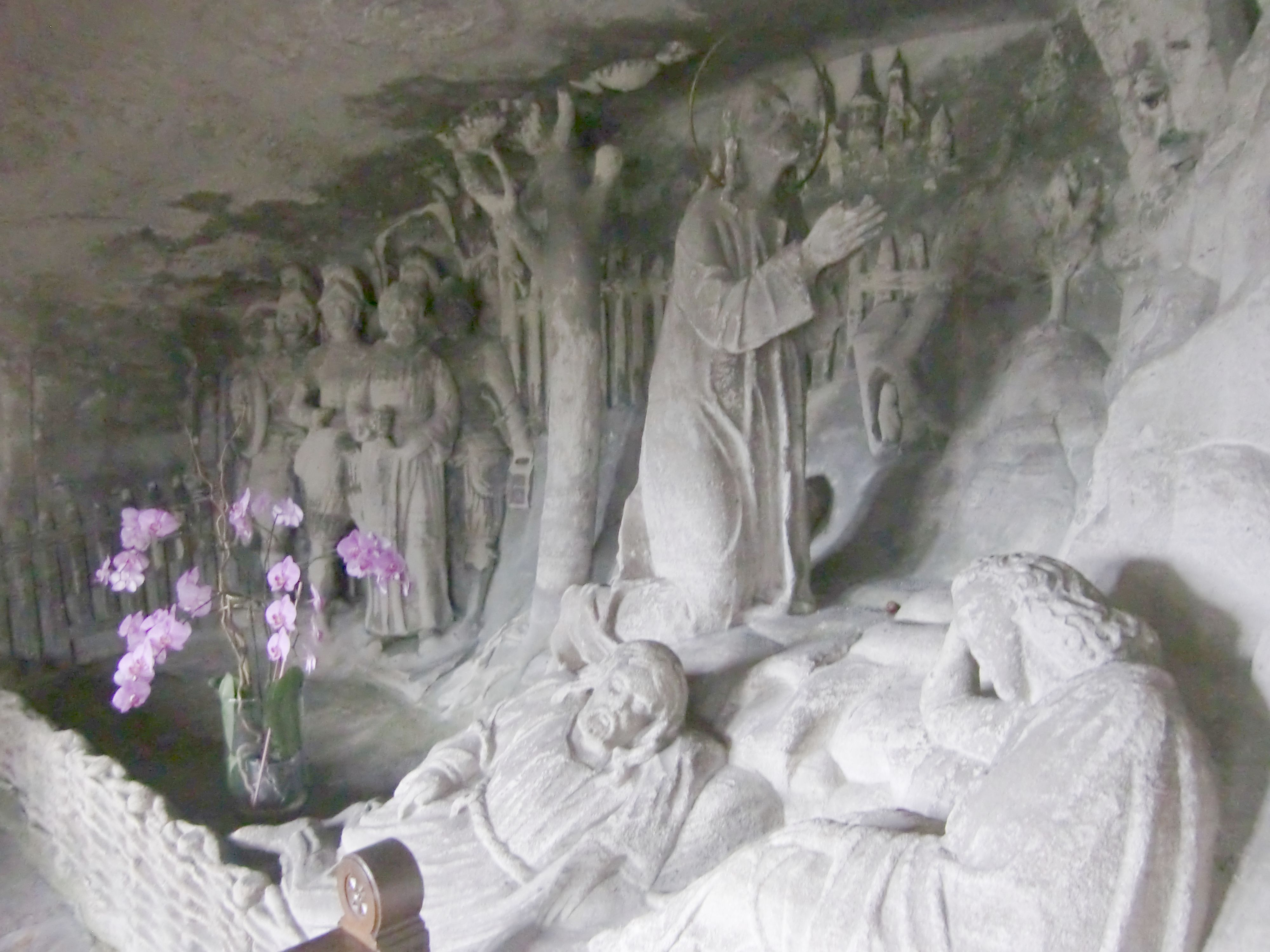
Kaspar Vogt: Ölberggruppe in der Oberen Felsenkapelle von St. Salvator, Schwäbisch Gmünd

Kaspar Vogt (* um 1586 in Schwäbisch Gmünd; † 23. März 1646 ebenda; auch Caspar Vogt) war ein deutscher Bildhauer und städtischer Baumeister in Schwäbisch Gmünd.
Vogt war Sohn des gleichnamigen Kaspar Vogt, der ebenfalls als Bildhauer in Schwäbisch Gmünd wirkte und das Steinmetzhandwerk seinem Sohn lehrte. Auch Vogts Sohn Friedrich wird als Bildhauer in seiner Heimatstadt tätig.
Im Jahr 1608 wurde er zum Kirchenbaumeister der Stadt Schwäbisch Gmünd ernannt. Aus der Anfangszeit seines Wirkens stammen vor allem  mehrere Reliefarbeiten und Grabsteine, wovon heute noch einzelne beispielsweise im Chor des Gmünder Münsters vorzufinden sind. 1617 erhielt er von der Stadt den Auftrag, den Wallfahrtsort St. Salvator vor den Toren der Stadt, durch das Erbe des 1616 verstorbenen Priesters Pfennigmann, nach dessen Wunsch in einen besseren Zustand zu versetzen. Er erweiterte die ursprüngliche Felsenkapelle von um 1483, arbeitete über derselben eine zweite Kapelle aus dem Felsen heraus und erbaute den achteckigen Glockenturm des Wallfahrtskomplexes. Außerdem stammen von Vogt sämtliche Bildstöcke entlang des Kreuzweges, die die heutigen Kapelle ergänzen, sowie das Relief der Golgotagruppe.
1618 erweitert Vogt das Langhaus der Kirche in Mögglingen. 1622 erhielt er den Auftrag, anstelle einer Kapelle aus dem 15. Jahrhundert eine neue Kapelle, die Herrgottsruhkapelle, zu errichten. Auch das sogenannte Kroatenkreuz, ein Doppelkreuz in Schwäbisch Gmünd, wird ihm zugeschrieben.

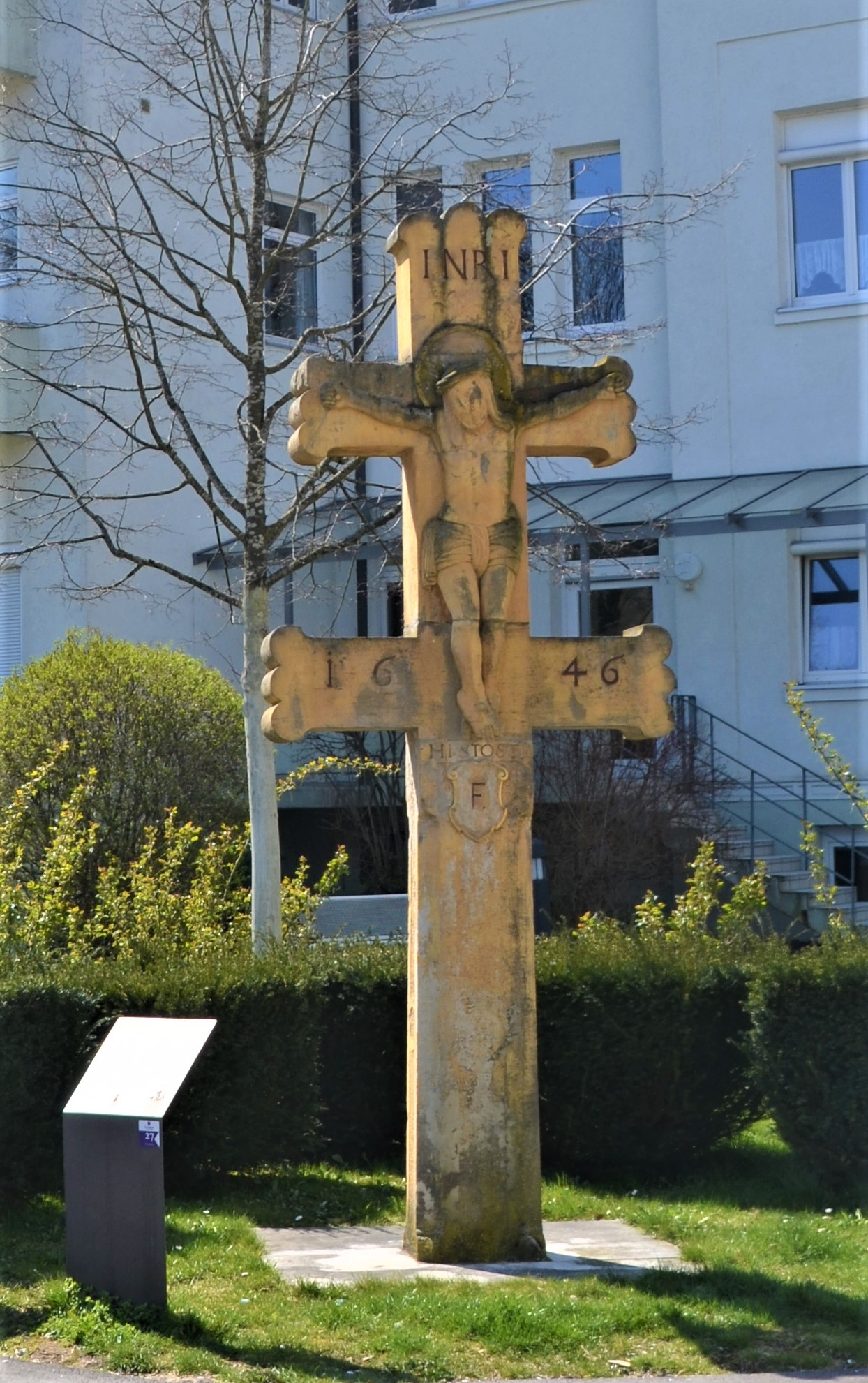
Kroatenkreuz in Schwäbisch Gmünd (heute Sparkassenplatz)
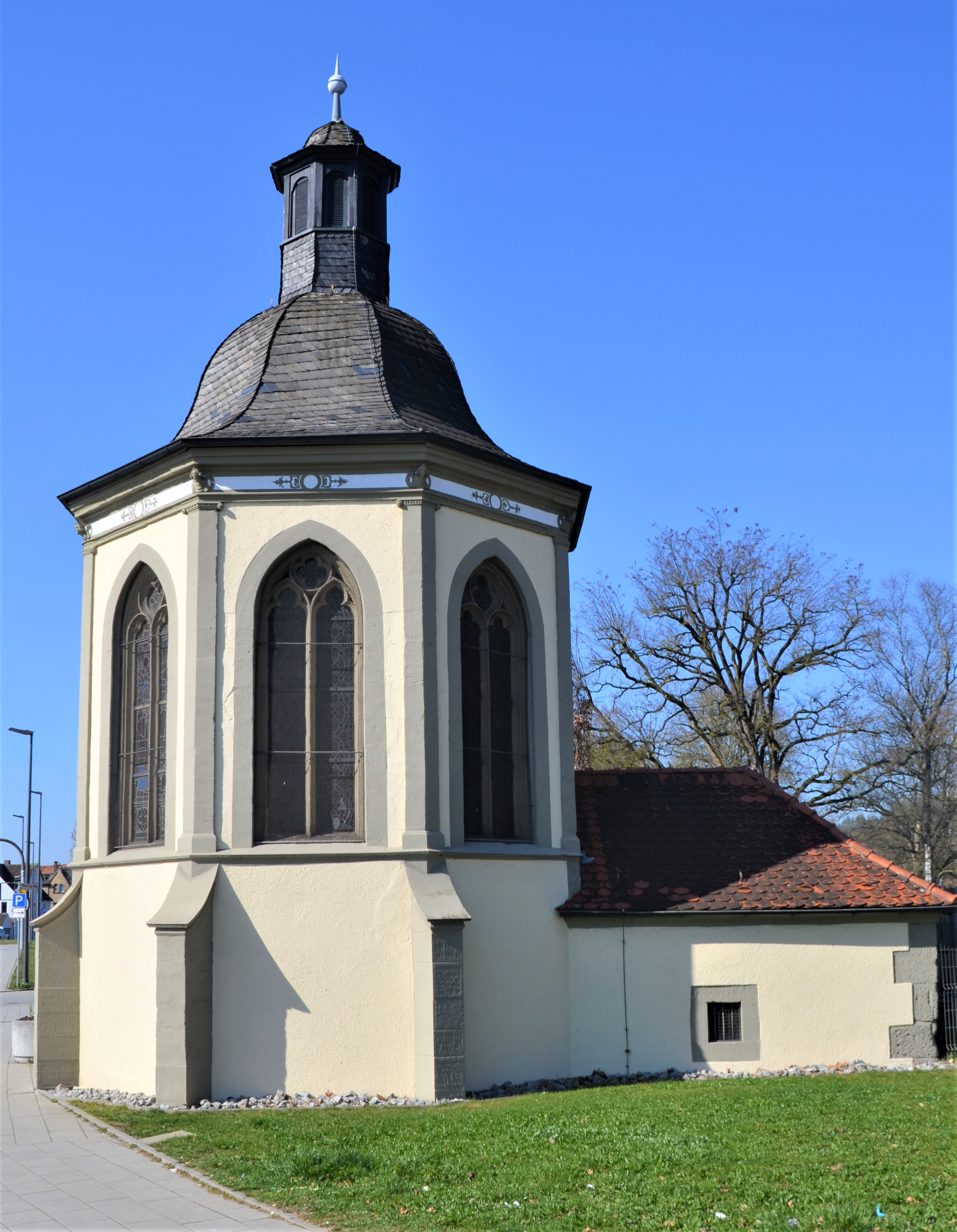
Herrgottsruhkapelle bei St. Leonhard in Schwäbisch Gmünd
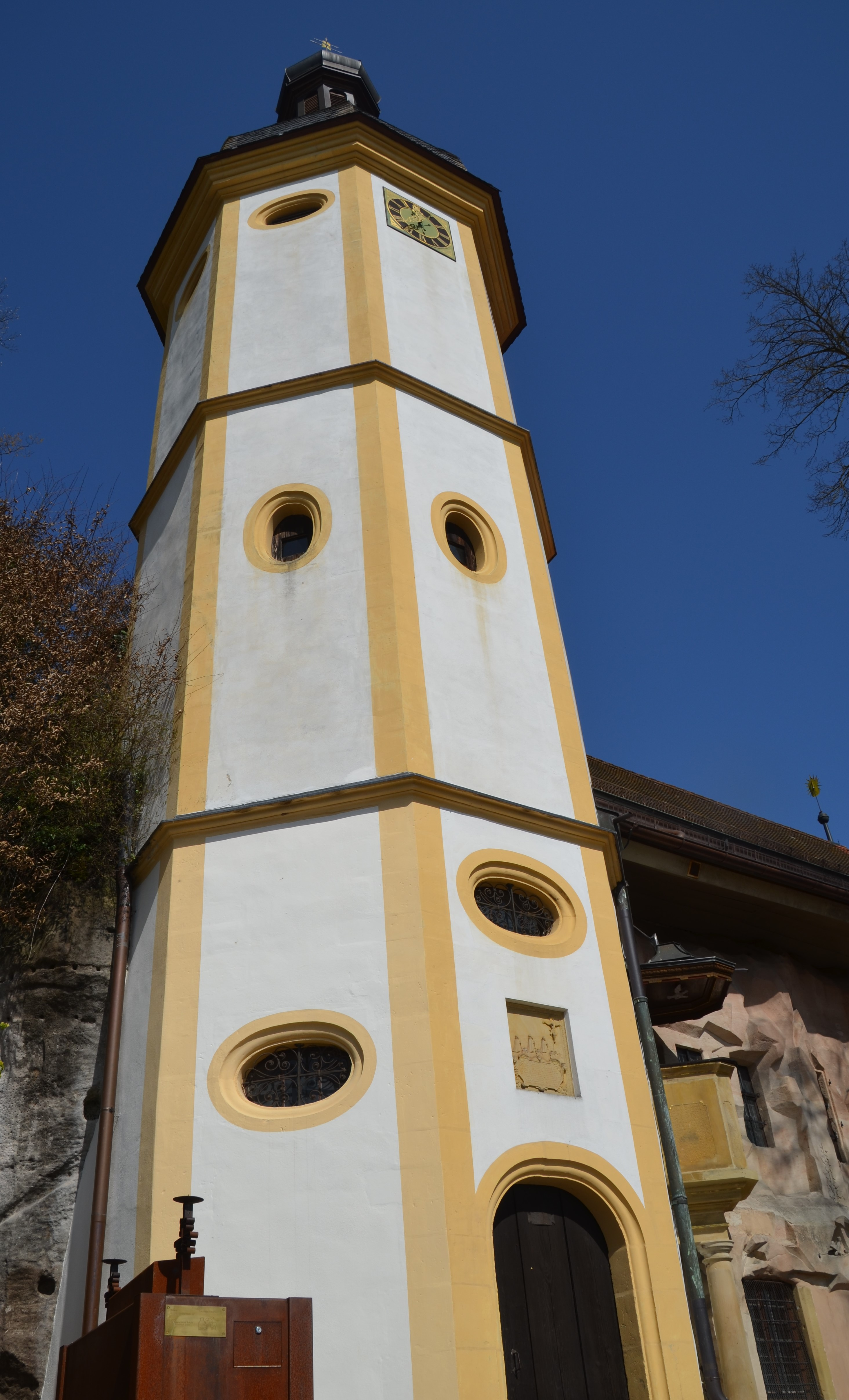
Kirchturm St. Salvator Schwäbisch Gmünd